# Балясний Нахман Ісакович
Нахман Іса́кович Баля́сний (23 жовтня 1921, Київ, УРСР — 21 вересня 2002, Київ, Україна) — живописець, член НСХУ (1995), учасник Другої світової війни. 

## Біографічні дані
Народився 23 жовтня 1921 року в Києві.
У 1941 році закінчив рисувальну школу у Києві (викладачами були К. Єлева, Г. Хижняк). 
Працював у галузі пейзажу, натюрморту, тематичної картини. Учасник художніх виставок. Твори зберігаються в музеях України. Однією з провідних є тема Другої світової війни. 
Помер 21 вересня 2002 року в Києві.

## Творчість
Романтичні тенденції у творчості художника реалізувалися у пейзажному живописі та портретуванні.

### Основні твори
За ЕСУ:
- портрети — М. Грушевського (1991), Шолом-Алейхема (1994), «Дівчина в білому» (1998);
- натюрморт «Троянди» (2000).[1]